# Bóng chuyền tại Đại hội Thể thao châu Á 2022
Bóng chuyền tại Đại hội Thể thao châu Á 2022 được tổ chức thi đấu tại 4 địa điểm thi đấu tại tỉnh Chiết Giang, Trung Quốc, diễn ra từ 19 tháng 9 đến 7 tháng 10 năm 2023.

## Lịch thi đấu
| SL | Sơ loại | PL | Phân loại | 12 | Vòng 12 đội | ¼ | Tứ kết | ½ | Bán kết | CK | Chung kết |

| ND↓/Ngày → | 19/09 Thứ 3 | 20/09 Thứ 4 | 21/09 Thứ 5 | 22/09 Thứ 6 | 23/09 Thứ 7 | 24/09 CN | 24/09 CN | 25/09 Thứ 2 | 25/09 Thứ 2 | 26/09 Thứ 3 | 26/09 Thứ 3 |
| ---------- | ----------- | ----------- | ----------- | ----------- | ----------- | -------- | -------- | ----------- | ----------- | ----------- | ----------- |
| Nam        | P           | P           | SL          | 12          |             | ¼        | PL       | ½           | PL          | CK          | PL          |

| V1 | Vòng 1 | V2 | Vòng 2 | PL | Phân loại | ½ | Bán kết | CK | Chung kết |

| ND↓/Ngày → | 30/09 Thứ 7 | 01/10 CN | 02/10 Thứ 2 | 03/10 Thứ 3 | 04/10 Thứ 4 | 05/10 Thứ 5 | 06/10 Thứ 6 | 06/10 Thứ 6 | 07/10 Thứ 7 | 07/10 Thứ 7 |
| ---------- | ----------- | -------- | ----------- | ----------- | ----------- | ----------- | ----------- | ----------- | ----------- | ----------- |
| Nữ         | V1          | V1       | V1          |             | V2          | V2          | ½           | PL          | CK          | PL          |

## Bốc thăm
Lễ bốc thăm chính thức cho cả hai nội dung bóng chuyền được tổ chức vào ngày 27 tháng 7 năm 2023 tại Hàng Châu.

### Nam
Các đội được sắp xếp theo thứ hạng của họ tại Đại hội Thể thao châu Á 2018, đối với các đội Nhóm 1 và Nhóm 2, hệ thống phân loại được sử dụng để sắp xếp, trong khi Trung Quốc, với tư cách là chủ nhà, được xếp vào Nhóm A.
| Bảng A - Trung Quốc (Chủ nhà) - Kyrgyzstan (16) - Kazakhstan | Bảng B - Iran (1) - Nepal (15) - Bahrain | Bảng C - Hàn Quốc (2) - Ấn Độ (12) - Campuchia |

| Bảng D - Đài Bắc Trung Hoa (3) - Pakistan (8) - Mông Cổ | Bảng E - Qatar (4) - Thái Lan (7) - Hồng Kông | Bảng F - Nhật Bản (5) - Indonesia (6) - Philippines - Afghanistan |

### Nữ
Các đội được sắp xếp theo thứ hạng của họ tại Đại hội Thể thao châu Á 2018. Đối với các đội Nhóm 1 và Nhóm 2, hệ thống phân loại được sử dụng để sắp xếp.
| Bảng A - Trung Quốc (Chủ nhà) - Ấn Độ (10) - CHDCND Triều Tiên | Bảng B - Thái Lan (2) - Đài Bắc Trung Hoa (9) - Mông Cổ | Bảng C - Hàn Quốc (3) - Việt Nam (6) - Nepal | Bảng D - Nhật Bản (4) - Kazakhstan (5) - Afghanistan - Hồng Kông |

## Danh sách huy chương
| Nội dung | Vàng | Bạc | Đồng |
| -------- | --- | --- | --- |
| Nam      | Iran · Mahdi Jelveh Ghaziani · Saber Kazemi · Amin Esmaeilnezhad · Amirhossein Esfandiar · Javad Karimisouchelmaei · Meisam Salehi · Poriya Hossein Khanzadeh Firouzjah · Shahrooz Homayonfarmanesh · Mohammad Valizadeh · Mohammad Mousavi · Mohammad Reza Hazratpour · Mohammad Taher Vadi | Trung Quốc · Wang Dong-chen · Peng Shi-kun · Qu Zong-shuai · Zhang Guan-hua · Jiang Chuan · Zhang Jing-yin · Wang Bin · Dai Qing-yao · Wang He-bin · Yu Yuan-tai · Yu Yao-chen · Li Yong-zhen | Nhật Bản · Masahiro Yanagida · Hiroto Nishiyama · Kazuyuki Takahashi · Takahiro Namba · Akito Yamazaki · Akihiro Fukatsu · Keihan Takahashi · Kento Asano · Yudai Arai · Hirohito Kashimura · Kenta Takanashi                                           |
| Nữ       | Trung Quốc · Yuan Xinyue · Diao Linyu · Gao Yi · Gong Xiangyu · Wang Yuanyuan · Wang Yunlu · Zhong Hui · Li Yingying · Zheng Yixin · Ding Xia · Wang Mengjie · Wu Mengjie | Nhật Bản | Thái Lan · Wipawee Srithong · Piyanut Pannoy · Pornpun Guedpard · Thatdao Nuekjang · Hattaya Bamrungsuk · Pimpichaya Kokram · Sasipaporn Janthawisut · Ajcharaporn Kongyot · Chatchu-on Moksri · Thanacha Sooksod · Sirima Manakij · Jarasporn Bundasak |

## Bảng tổng sắp huy chương
| Hạng               | Đoàn               | Vàng | Bạc | Đồng | Tổng số |
| ------------------ | ------------------ | ---- | --- | ---- | ------- |
| 1                  | Trung Quốc (CHN)   | 1    | 1   | 0    | 2       |
| 2                  | Iran (IRI)         | 1    | 0   | 0    | 1       |
| 3                  | Nhật Bản (JPN)     | 0    | 1   | 1    | 2       |
| 4                  | Thái Lan (THA)     | 0    | 0   | 1    | 1       |
| Tổng số (4 đơn vị) | Tổng số (4 đơn vị) | 2    | 2   | 2    | 6       |

## Thứ hạng chung cuộc

### Nam
| Thứ hạng | Đội tuyển         | ST | T | B |
| -------- | ----------------- | -- | - | - |
| 1        | Iran              | 5  | 5 | 0 |
| 2        | Trung Quốc        | 5  | 4 | 1 |
| 3        | Nhật Bản          | 7  | 6 | 1 |
| 4        | Qatar             | 6  | 4 | 2 |
| 5        | Pakistan          | 5  | 4 | 1 |
| 6        | Ấn Độ             | 5  | 3 | 2 |
| 7        | Hàn Quốc          | 6  | 4 | 2 |
| 8        | Indonesia         | 6  | 3 | 3 |
| 9        | Kazakhstan        | 6  | 3 | 3 |
| 10       | Thái Lan          | 5  | 1 | 4 |
| 11       | Đài Bắc Trung Hoa | 5  | 2 | 3 |
| 12       | Bahrain           | 5  | 1 | 4 |
| 13       | Philippines       | 3  | 1 | 2 |
| 14       | Kyrgyzstan        | 2  | 0 | 2 |
| 15       | Mông Cổ           | 2  | 0 | 2 |
| 16       | Hồng Kông         | 2  | 0 | 2 |
| 17       | Afghanistan       | 3  | 0 | 3 |
| 18       | Nepal             | 2  | 0 | 2 |
| 19       | Campuchia         | 2  | 0 | 2 |

### Nữ
| Thứ hạng | Đội tuyển         | ST | T | B |
| -------- | ----------------- | -- | - | - |
| 1        | Trung Quốc        | 6  | 6 | 0 |
| 2        | Nhật Bản          | 7  | 6 | 1 |
| 3        | Thái Lan          | 6  | 4 | 2 |
| 4        | Việt Nam          | 6  | 3 | 3 |
| 5        | Hàn Quốc          | 6  | 4 | 2 |
| 6        | Đài Bắc Trung Hoa | 6  | 3 | 3 |
| 7        | CHDCND Triều Tiên | 6  | 2 | 4 |
| 8        | Kazakhstan        | 7  | 2 | 5 |
| 9        | Ấn Độ             | 5  | 3 | 2 |
| 10       | Hồng Kông         | 6  | 3 | 3 |
| 11       | Nepal             | 5  | 1 | 4 |
| 12       | Mông Cổ           | 6  | 1 | 5 |
| 13       | Afghanistan       | 4  | 0 | 4 |